# Allison Joy Langer
Pour les articles homonymes, voir Langer.
Allison Joy Langer, née le 22 mai 1974 à Columbus, est une actrice américaine.

## Biographie
Elle déménage avec sa famille pour Los Angeles quand elle avait cinq ans. Adolescente, son professeur d'algèbre lui avait donné l'idée de devenir actrice professionnelle. Son rôle dans Angela, 15 ans fut son second rôle régulier dans une série télévisée.

### Vie privée
Elle épouse en 2004 Charles Courtenay (19e comte de Devon) et devient comtesse de devon. 
Ils ont deux enfants (une fille et un fils) et vivent au château de Powderham.
Elle est atteint de fibromyalgie et réalise des levées de fond pour développer la recherche sur ce syndrome.

## Filmographie

### Cinéma
- 1991 : Le Sous-sol de la peur : Alice
- 1991 : Newman (And You Thought Your Parents Were Weird) de Tony Cookson :  Beth Allen
- 1993 : Lightning in a Bottle : Mitzi Furber
- 1993 : Grey Knight de George Hickenlooper : Thomas
- 1993 : Arcade : Laurie
- 1995 : Between Mother and Daughter : Carla
- 1995 : Naomi & Wynona: Love Can Build a Bridge
- 1996 : Los Angeles 2013 : Utopia
- 1998 : Meet the Deedles : Jesse Ryan
- 2001 : On Edge : J.C. Cain

### Télévision
- 1988 : Les Années coup de cœur
- 1989 : Coach : Julie
- 1989 : Alerte à Malibu
- 1990 : Parker Lewis ne perd jamais : Melissa
- 1991 : Petite fleur
- 1991 : Drexell's Class : Melissa Drexell
- 1992 : Dans la chaleur de la nuit : Megan Fowler
- 1993 : Beverly Hills 90210 : Denise
- 1994 : Angela, 15 ans : Rayanne Graff
- 1996 : Seinfeld : Abby
- 1997 : Les Anges du bonheur : Olivia
- 1999 : It's Like, You Know... : Lauren Woods
- 2001 : Three Sisters : Anne-Berstein Flynn
- 2005 : Eyes : Meg Bardo
- 2012 : Private Practice : Erica
- 2013 : Le Noël où tout a changé : Debby